# Ultracentrifugadora

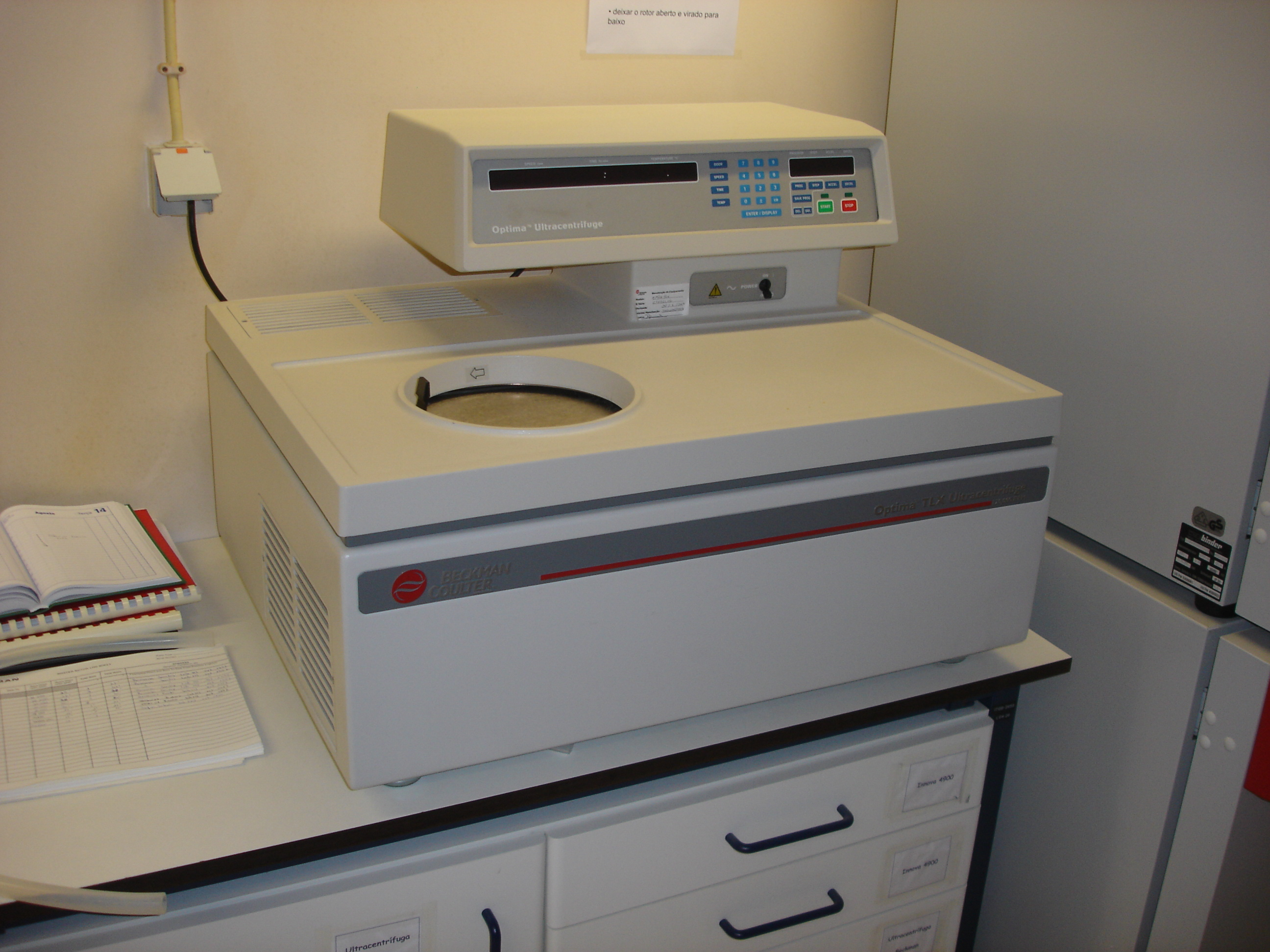
Ultracentrifugadora de laboratório

Uma ultracentrifugadora ou ultracentrífuga é uma centrífuga optimizada para atingir velocidades de rotação muito elevadas, capazes de gerar uma aceleração na ordem de 1.000.000 g (9800 km/s2). Existem duas classes de ultracentrifugadoras: a preparatória e a analítica. Ambas as classes têm aplicações importantes na biologia molecular, bioquímica e na tecnologia dos polímeros.
A ultracentrifugadora analítica foi inventada por Theodor Svedberg em 1923, e foi fundamental para a sua investigação com colóides e proteínas, que seria reconhecida em 1926 com a atribuição do Prémio Nobel. A ultracentrifugadora de vácuo foi inventada por Edward Greydon Pickels. Os sistemas de vácuo permitem eliminar a fricção gerada a altas velocidades e a manutenção de uma temperatura constante. [carece de fontes?]